# 24 Hours of Daytona 2009
24 Hours of Daytona 2009 – 24-godzinny wyścig samochodowy na torze Daytona International Speedway w miejscowości Daytona Beach na Florydzie. Zawody odbyły się w dniach 30–31 stycznia 2009.

## Wyniki zawodów
| Poz.   | Klasa | Nr | Drużyna                             | Kierowcy                                                                                 | Okrążeń |
| ------ | ----- | -- | ----------------------------------- | ---------------------------------------------------------------------------------------- | ------- |
| 1      | DP    | 58 | Brumos Racing                       | Darren Law David Donohue Buddy Rice Antonio García                                       | 735     |
| 2      | DP    | 01 | Chip Ganassi Racing i Felix Sabates | Scott Pruett Memo Rojas Juan Pablo Montoya                                               | 735     |
| 3      | DP    | 59 | Brumos Racing                       | J.C. France João Barbosa Terry Borcheller Hurley Haywood                                 | 735     |
| 4      | DP    | 10 | SunTrust Racing                     | Wayne Taylor Max Angelelli Brian Frisselle Pedro Lamy                                    | 735     |
| 5      | DP    | 02 | Chip Ganassi Racing i Felix Sabates | Scott Dixon Dario Franchitti Alex Lloyd                                                  | 731     |
| 6      | DP    | 16 | Penske Racing                       | Romain Dumas Timo Bernhard Ryan Briscoe                                                  | 717     |
| 7      | DP    | 99 | GAINSCO/Bob Stallings Racing        | Jon Fogarty Alex Gurney Jimmy Vasser Jimmie Johnson                                      | 714     |
| 8      | DP    | 2  | Childress-Howard Motorsports        | Andy Wallace Rob Finlay Danica Patrick Casey Mears                                       | 702     |
| 9      | GT    | 67 | The Racer's Group                   | Justin Marks Andy Lally R.J. Valentine Jörg Bergmeister Patrick Long                     | 695     |
| 10     | GT    | 66 | The Racer's Group                   | Ted Ballou Spencer Pumpelly Tim George Jr. Emmanuel Collard Richard Lietz                | 694     |
| 11     | GT    | 33 | Wright Motorsports                  | Phillip Martien B.J. Zacharias Sascha Maassen Patrick Pilet                              | 691     |
| 12     | GT    | 07 | Banner Racing                       | Paul Edwards Kelly Collins Jan Magnussen                                                 | 689     |
| 13     | GT    | 86 | Farnbacher-Loles Racing             | Dominik Farnbacher Eric Lux Matthew Marsh Kevin Roush                                    | 688     |
| 14     | GT    | 57 | Stevenson Motorsports               | Robin Liddell Andrew Davis Jeff Bucknum                                                  | 684     |
| 15     | GT    | 88 | Farnbacher-Loles Racing             | Steve Johnson Dave Lacey Robert Nearn Richard Westbrook James Sofronas                   | 680     |
| 16     | GT    | 87 | Farnbacher-Loles Racing             | Leh Keen Dirk Werner Wolf Henzler Richard Westbrook                                      | 676     |
| 17     | GT    | 69 | SpeedSource                         | Emil Assentato Jeff Segal Nick Longhi Matt Plumb                                         | 675     |
| 18     | GT    | 26 | Gotham Competition                  | Jerome Jacalone Joe Jacalone Randy Pobst Gerardo Bonilla Shane Lewis                     | 675     |
| 19     | DP    | 55 | Level 5 Motorsports                 | Scott Tucker Ed Zabinski Christophe Bouchut Raphael Matos                                | 665     |
| 20     | DP    | 13 | Beyer Racing                        | Ricky Taylor Jared Beyer David Martínez Jordan Taylor                                    | 662     |
| 21     | GT    | 32 | PR1 Motorsports                     | Mike Forest Thomas Merrill Al Salvo Jeff Westphal                                        | 656     |
| 22     | GT    | 97 | Stevenson Motorsports               | James Gue Tom Long Ryan Eversley Galen Bieker                                            | 650     |
| 23     | DP    | 09 | Spirit of Daytona Racing            | Guy Cosmo Scott Russell Jason Pridmore Jeff Ward                                         | 649     |
| 24     | GT    | 30 | Racers Edge Motorsports             | Dion von Moltke Bryan Sellers Doug Peterson Dane Cameron                                 | 647     |
| 25     | GT    | 68 | The Racer's Group                   | José Gutierrez Chris Pallis Steve Miller Scott Schroeder Duncan Ende                     | 625     |
| 26     | GT    | 89 | Farnbacher-Loles Racing             | Gabrio Rosa Pierre Kaffer Giacomo Petrobelli Allan Simonsen Giorgio Rosa                 | 622     |
| 27     | GT    | 85 | Farnbacher-Loles Racing             | Michael Gomez Daniel Graff Wolf Henzler Ron Jarab Jr. Richard Campollo                   | 604     |
| 28     | GT    | 70 | SpeedSource                         | David Haskell Sylvain Tremblay Nick Ham Jonathan Bomarito                                | 591     |
| 29     | GT    | 63 | The Racer's Group                   | David Quinlan Bruce Ledoux III Dan Watkins Steve Zadig Kurt Kossmann                     | 572     |
| 30     | GT    | 44 | Bullet Racing                       | Ross Bentley Keith Carter Daniel Herrington Glenn Nixon                                  | 519     |
| 31 DNF | DP    | 77 | Doran Racing                        | Memo Gidley Brad Jaeger Fabrizio Gollin Matteo Bobbi                                     | 504     |
| 32 DNF | GT    | 35 | Orbit Racing                        | Lawson Aschenbach Emilio Valverde Lance Willsey Omar Rodriguez Hiram Cruz                | 454     |
| 33 DNF | GT    | 65 | Riegel/Stanton/The Racer's Group    | Craig Stanton John Potter Bryce Miller Marco Holzer                                      | 379     |
| 34 DNF | DP    | 75 | Krohn Racing                        | Tracy Krohn Eric van de Poele Oliver Gavin                                               | 374     |
| 35 DNF | GT    | 40 | Dempsey Racing                      | Joe Foster Patrick Dempsey Charles Espenlaub Tim Lewis Jr. Jep Thornton                  | 343     |
| 36 DNF | GT    | 56 | Mastercar-Coast 2 Costa Racing      | Luca Drudi César Campaniço Max Papis Nathan Swartzbaugh                                  | 324     |
| 37 DNF | GT    | 21 | Battery Tender/MCM Racing           | Jason Daskalos Pepe Montaño Diego Alessi Jason Vinkemulder                               | 321     |
| 38 DNF | DP    | 61 | AIM Autosport                       | Burt Frisselle Mark Wilkins John Farano Alex Figge                                       | 301     |
| 39 DNF | DP    | 22 | Alegra Motorsports                  | Carlos de Quesada Ryan Dalziel Tomáš Enge Chapman Ducote                                 | 292     |
| 40 DNF | GT    | 52 | Mastercar-Coast 2 Costa Racing      | Joe Castellano Constantino Bertuzzi Luca Pirri Ardizzone Christian Montanari Cort Wagner | 292     |
| 41 DNF | DP    | 60 | Michael Shank Racing                | Mark Patterson Oswaldo Negri Jr. Ryan Hunter-Reay Colin Braun                            | 262     |
| 42 DNF | GT    | 14 | Autometric Motorsports              | Claudio Burtin Jack Baldwin Mac McGehee Cory Friedman Martin Ragginger                   | 259     |
| 43 DNF | GT    | 31 | Battery Tender/MCM Racing           | Jim Michaelian Bob Michaelian Romeo Kapudija John McMullen Jr. John Lewis                | 245     |
| 44 DNF | DP    | 45 | Orbit Racing                        | Darren Manning Bill Lester Leo Hindery Kyle Petty                                        | 216     |
| 45 DNF | GT    | 64 | JLowe Racing                        | Jim Lowe Jim Pace Johannes van Overbeek Tim Sugden                                       | 201     |
| 46 DNF | DP    | 76 | Krohn Racing                        | Niclas Jönsson Ricardo Zonta Darren Turner                                               | 159     |
| 47 DNF | DP    | 6  | Michael Shank Racing                | Michael Valiante Ian James A.J. Allmendinger John Pew                                    | 153     |
| 48 DNF | GT    | 15 | Blackforest Motorsports             | Boris Said Owen Kelly Paul Morris Tom Nastasi                                            | 52      |
| 49 DNF | GT    | 42 | Team Sahlen                         | Wayne Nonnamaker Joe Nonnamaker Will Nonnamaker Joe Sahlen                               | 24      |
| DNS    | GT    | 34 | Orbit Racing                        | Lawson Aschenbach Hiram Cruz Omar Rodriguez Emilio Valverde Lance Willsey                | –       |
| DNS    | GT    | 43 | Team Sahlen                         | Joe Nonnamaker Wayne Nonnamaker Will Nonnamaker Joe Sahlen                               | –       |
| DNS    | DP    | 7  | Penske Racing                       | Timo Bernhard Ryan Briscoe                                                               | –       |